# كيني كلاين
كيني كلاين (بالإنجليزية: Kenny Klein)‏ هو عازف جاز وعازف كمان أمريكي، ولد في 1955.

## وصلات خارجية
- كيني كلاين على موقع ميوزك برينز (الإنجليزية)